# جورج لتام
جورج لتام (انگلیسی: George Latham; ۱ ژانویهٔ ۱۸۸۱ – ۹ ژوئیهٔ ۱۹۳۹) بازیکن فوتبال اهل پادشاهی متحد بریتانیای کبیر و ایرلند بود.
از باشگاه‌هایی که در آن بازی کرده‌است می‌توان به باشگاه فوتبال استوک سیتی، باشگاه فوتبال کاردیف سیتی، باشگاه فوتبال ساوتپورت، باشگاه فوتبال لیورپول، باشگاه فوتبال رکسهام، و تیم ملی فوتبال ولز اشاره کرد.